# Press to Play
| Recensione                     | Giudizio      |
| ------------------------------ | ------------- |
| AllMusic                       | [ 3 ]         |
| Chicago Tribune                | (misto)       |
| Encyclopedia of Popular Music  | [ 5 ]         |
| The Essential Rock Discography | 4/10          |
| Los Angeles Times              | (sfavorevole) |
| Q                              | [ 8 ]         |
| Rolling Stone                  | (favorevole)  |
| The Rolling Stone Album Guide  | [ 10 ]        |
| Stylus Magazine                | (misto)       |
| Ondarock                       | 4/10          |

Press to Play è l'ottavo album da solista di Paul McCartney, pubblicato nel 1986.
Il disco è il primo album di materiale completamente inedito sin dai tempi di Pipes of Peace del 1983 e il primo ad essere pubblicato negli Stati Uniti e in Canada dalla EMI dopo una breve parentesi con la Columbia Records. Data la sua natura largamente sperimentale, alcuni critici considerano l'album uno dei migliori del McCartney solista, mentre altri lo considerano uno dei meno riusciti, se non il suo disco peggiore in assoluto.

## Storia
Dopo il flop del film Give My Regards to Broad Street, McCartney decise che era venuto il tempo di una svolta radicale nella sua carriera. Cercando di dare un sound più moderno e contemporaneo alla sua musica, unì le proprie forze con Hugh Padgham, un produttore discografico celebre per i suoi lavori con Peter Gabriel, Phil Collins, Police, Genesis e XTC. McCartney iniziò le sedute di registrazione per Press To Play nel marzo 1985, avendo già pronte diverse canzoni, molte delle quali scritte insieme all'ex membro dei 10cc Eric Stewart. Ospiti sull'album finiranno anche Pete Townshend, Phil Collins, Eddie Rayner e lo stesso Stewart.
L'album non fu terminato che verso la fine dell'anno, nel frattempo venne pubblicata come singolo la title track del film Spie come noi. Spies Like Us, diventò un successo da Top 10 in classifica negli Stati Uniti (l'ultimo per McCartney), preparando il terreno per Press To Play.
Come singolo anticipatore dell'album, nel luglio 1986 venne pubblicata la canzone Press, un brano pop dalle sonorità molto anni ottanta, ma sorprendentemente arrivò a malapena tra le Top 30 hit sia in Gran Bretagna che negli Stati Uniti. Press To Play fu pubblicato in settembre, e a dispetto delle recensioni abbastanza positive, si rivelò un completo fallimento commerciale diventando l'album meno venduto di tutta la sua carriera. Piazzatosi alla posizione numero 8 in Inghilterra, sparì velocemente dalle classifiche, negli USA, Press to Play fece anche peggio non andando oltre la posizione numero 30. Anche i singoli pubblicati successivamente, Pretty Little Head e Only Love Remains non ebbero piazzamenti degni di nota in classifica.
Nel 1993, Press To Play è stato rimasterizzato e ristampato in formato CD come parte della "The Paul McCartney Collection" con l'aggiunta delle tracce bonus Spies Like Us e un mix alternativo di Once Upon a Long Ago (un discreto successo britannico datato 1987).
La foto di copertina è un ritratto di Paul e Linda ritratti alla maniera dei film in bianco e nero degli anni trenta e quaranta, opera del fotografo George Hurrel.

## Registrazione
Le tracce-base vennero registrate da McCartney assieme ad Eric Stewart e Jerry Marotta. Solo in seguito vennero aggiunte le parti di chitarra solista di Carlos Alomar, che scelse personalmente le canzoni in cui suonare: Press fu la prima incisione dell'ex-chitarrista di Bowie con McCartney.

## Tracce
1. Stranglehold - 3:36
2. Good Times Coming/Feel The Sun - 4:56
3. Talk More Talk - 5:17
4. Footprints - 4:32
5. Only Love Remains - 4:16
6. Press - 4:23
7. Pretty Little Head - 5:13
8. Move Over Busker - 4:05
9. Angry - 3:36
10. However Absurd - 4:58

## Formazione
- Paul McCartney - voce, chitarra
- Neil Jason - basso
- Phil Collins - batteria
- Ray Cooper - batteria, percussioni
- Jerry Marotta - batteria
- Graham Ward - batteria
- Carlos Alomar - chitarra
- Eric Stewart - chitarra, cori
- Pete Townshed - chitarra
- Simon Chamberlain - tastiere
- Nick Glennie Smith - tastiere
- Eddie Rayner - tastiere
- Gary Barnacle - sassofono, flauto
- Dick Morrisey - sassofono
- Gavyn Wright - violino
- Nigel Kennedy - violino